# Iván Pérez
Ivan Ernesto Pérez Vargas (Havanna, 1971. június 29. –) kubai származású spanyol válogatott vízilabdázó.
2007-ben világbajnoki bronzérmes a spanyol válogatottal.